# Hrast crnika
Hrast crnika, česvina ili  česmina (lat. Quercus ilex) je zimzeleno drvo iz roda hrastova, porodice Fagaceae. 

## Rasprostranjenost
Uspijeva u Sredozemlju. Autohtona je vrsta u Hrvatskoj. Raste u Dalmaciji, Istri i na otocima Hrvatskog primorja. Najvažnija je vrsta sredozemne zimzelene šumske vegetacije. U različitim je stanjima degradacije od makije do ljutih krških priobalnih kamenjara, poput golog dijela otoka Paga.
Na Jadranskoj obali česmina pokriva uski rub jugozapadne i južne Istre,prelazi na najjužniji dio Cresa,Raba i Paga,a odatle se masovno javlja na ssvim otocima jugoistočno od Lošinja i na kopnu južno od Zadra. Zajedno s maslinom, crnim jasenom, šmrikom, pukinjom, mirtom, planikom i dr. ulazi u zajednicu Orno-Quercetum ilicis (šuma hrasta crnike i crnog jasena). U njenim brojnim degradacijskim stadijima (makija, garig, kamenjar) česmina se manje ili više gubi. U sjevernoj Dalmaciji šuma s česminom penje se do oko 200 m, a u južnoj Dalmaciji do preko 350 m nadmorske visine.

## Izgled
Naraste 10 do 20 m ovisno o kvaliteti staništa. Kora je mlađeg debla siva i glatka. Izbojci su pustenasti. Lišće je jajoliko ili duguljasto, 3-7 cm dugo, ušiljena vrha, cijela ruba na odraslim primjercima ili oštro napiljeno na izdancima. Odozgo je tamnozeleno i sjajno, a odozdo bijelo-pustenasto i kožasto. Peteljka je kratka. Plod je žir. Po više njih nalaze se na zajedničkoj stapci, a ljuske kupule čvrsto su prilegle i pustenaste. Drvo je teško i tvrdo.

## Rasprostranjivanje
Muške su rese duge do 7 cm, a ženski cvjetovi su pojedinačni ili po dva sjede na stapci dugoj oko 1 cm.
Žir je sitan, dug oko 2 cm. Po više žireva nalazi se na jednoj dugoj stapci.

## O drvu
Drvo Hrasta crnike je tvrdo i izvanredno izdržljivo; koristio se za izgradnju brodova, pa su vrlo lijepe šume hrasta crnike posječene u prošlosti. Jedna od najljepših šuma hrasta crnike je šuma "Dundo" na otoku Rabu.

## Ekološki zahtjevi
U mlađoj dobi podnosi puno zasjene, dok starija stabla trebaju mnogo svjetla. Dobro podnosi sušu. U prirodnom području pridolaska u ljetnim mjesecima, nekada jedva padne kap kiše. Prilagodio se na sušu kožastim listovima, uvučenim pučima, velikom korijenskom mrežom i dr. Vrlo je osjetljiv na niske temperature zraka i tla. Klijanci ne podnose temperature ispod nule, a kambij stabljike može podnijeti i do – 25 °C. Otporna je na visoke temperature. Nema velike zahtjeve prema tlu. Izbojna snaga iz panja je velika. Stabla crnike iz sjemena dožive do 1000 godina. 

## Ljekovitost i jestivost
Crnika je i ljekovita biljka kao i svi drugi hrastovi. Žirevi crnike jestivi su te sadrže manje tanina od kontinentalnih vrsta.

## Vanjske poveznice
https://pfaf.org/user/plant.aspx?LatinName=Quercus+ilex